# مجزرة منشار تكساس (فلم 2022)
مجزرة منشار تكساس (بالإنجليزية: Texas Chainsaw Massacre) هو فيلم تقطيع رعب لعام 2022 من بطولة نيل هدسون،إليزه فيشر وأليس كريج.